# Gare de Couëron
Gare de Couëron vasútállomás Franciaországban, Couëron településen.

## Vasútvonalak
Az állomást az alábbi vasútvonalak érintik:
- Tours–Saint-Nazaire-vasútvonal

## Kapcsolódó állomások
A vasútállomáshoz az alábbi állomások vannak a legközelebb:
- Gare de Saint-Étienne-de-Montluc (Gare de Saint-Nazaire, Tours–Saint-Nazaire-vasútvonal)
- Gare de La Basse-Indre - Saint-Herblain (Gare de Tours, Tours–Saint-Nazaire-vasútvonal)